# Moskovskiy Rayon (region i Kazakstan)
Moskovskiy Rayon är en region i Kazakstan.   Den ligger i oblystet Almaty, i den sydöstra delen av landet, 1 000 km söder om huvudstaden Astana.